# Lamprosoma alacre
Lamprosoma alacre es una especie de insecto coleóptero de la familia Chrysomelidae.
Fue descrita científicamente en 2003 por Caxambu & de Almeida, Lucia Massutti.